# Halloween (film fra 2007)
 Denne artikel omhandler Halloween en film fra 1988. Opslagsordet har også en anden betydning, se Halloween (flertydig).
Halloween er en amerikansk gyserfilm fra 2007 instrueret af Rob Zombie.

## Medvirkende
- Malcolm McDowell som Dr. Samuel Loomis
- Brad Dourif som Sherif Lee Brackett
- Tyler Mane som Michael Myers
- Daeg Faerch som Michael Myers, alder 10
- Sheri Moon som Deborah Myers
- William Forsythe som Ronnie White
- Richard Lynch som Principal Chambers
- Udo Kier som Morgan Walker
- Clint Howard som Doktor Koplenson
- Danny Trejo som Ismael Cruz

## Eksterne Henvisninger
- Halloween på Internet Movie Database (engelsk)
- Halloween på Filmdatabasen
- Halloween på Scope
- Halloween i Svensk Filmdatabas (svensk)
- Halloween på AlloCiné (fransk)
- Halloween på MovieMeter (nederlandsk)
- Halloween på AllMovie (engelsk)
- Halloween hos American Film Institute (engelsk)
- Halloween hos British Film Institute (engelsk)
- Halloween på Turner Classic Movies (engelsk)

| Gyserfilm | Spire Denne gyserfilm-artikel er en spire som bør udbygges. Du er velkommen til at hjælpe Wikipedia ved at udvide den. |